# Zmarli w kwietniu 2013

## Kwiecień 2013
- 30 kwietnia
  - Mike Gray – amerykański scenarzysta filmowy[1]
  - Andrew J. Offutt(inne języki) – amerykański pisarz science fiction[2]
- 29 kwietnia
  - Pesach Grupper – izraelski polityk, minister rolnictwa w latach 1983–1984[3]
  - John La Montaine – amerykański pianista, kompozytor[4]
  - Anne Valery – angielska aktorka i scenarzystka[5]
  - Mariana Zachariadi – grecka lekkoatletka, skoczkini o tyczce[6]
- 28 kwietnia
  - Karol Jakubowicz – polski politolog, publicysta i medioznawca[7]
  - János Starker – węgiersko-amerykański wiolonczelista[8]
- 27 kwietnia
  - Aída Bortnik – argentyńska scenarzystka[9]
  - Anthony Byrne – irlandzki bokser[10]
  - Aloysius Jin Luxian – chiński biskup katolicki[11]
  - Joseph O’Connell – australijski duchowny katolicki, biskup pomocniczy Melbourne[12]
  - Arthur O’Neill – amerykański duchowny katolicki, biskup Rockford[13]
- 26 kwietnia
  - Jacqueline Brookes – amerykańska aktorka[14]
  - George Jones – amerykański piosenkarz i autor utworów muzyki country[15]
  - Edward Szklarczyk – polski lekkoatleta, długodystansowiec[16]
- 25 kwietnia
  - Virginia Gibson – amerykańska tancerka, piosenkarka, aktorka[17]
  - Erik Holst – duński polityk i inżynier, minister środowiska (1980–1982)[18]
  - Johnny Lockwood – brytyjski aktor[19]
- 24 kwietnia
  - Lech Paszkowski – polski pisarz, publicysta, autor prac historycznych[20]
- 23 kwietnia
  - Shamshad Begum – indyjska piosenkarka[21]
  - Bob Brozman – amerykański gitarzysta i etnomuzykolog[22]
  - Rudolf Dzipanow – polski wojskowy, generał brygady WP, doktor nauk humanistycznych, pamiętnikarz[23]
  - Robert W. Edgar – amerykański polityk, kongresmen, demokrata[24]
  - Tony Grealish – irlandzki piłkarz[25]
  - Antonio Maccanico – włoski prawnik, polityk, minister[26]
- 22 kwietnia
  - Pedro Apellániz – hiszpański lekkoatleta, oszczepnik[27]
  - Vivi Bach – duńska aktorka[28]
  - Richie Havens – amerykański gitarzysta i piosenkarz folkowy[29]
  - Stefan Jaroszek − polski polityk, działacz ludowy, poseł na Sejm Ustawodawczy w latach 1947–1952[30]
- 21 kwietnia
  - Chrissy Amphlett – australijska piosenkarka, wokalistka zespołu Divinyls[31]
  - Leopold Engleitner – austriacki Świadek Jehowy, więzień obozów koncentracyjnych[32]
  - William Edward Murray – australijski duchowny katolicki, biskup Wollongong[33]
- 20 kwietnia
  - Patrick Garland – brytyjski reżyser filmowy, aktor, pisarz[34]
  - Rick Mather – amerykańsko-brytyjski architekt[35]
  - Zbigniew Słomko – polski ginekolog, profesor[36]
- 19 kwietnia
  - Kenneth Appel – amerykański matematyk[37]
  - Allan Arbus – amerykański aktor[38]
  - Lech Włodzimierz Bogusławski – polski wojskowy i papiernik[39]
  - François Jacob – francuski genetyk, laureat nagrody Nobla z dziedziny fizjologii i medycyny[40]
  - Stan Vickers – brytyjski lekkoatleta, chodziarz, medalista olimpijski[41]
- 18 kwietnia
  - Tadeusz Galiński − polski dziennikarz, polityk, minister kultury i sztuki w latach 1958-1964[42]
  - Cordell Mosson – amerykański basista, członek grupy Parliament-Funkadelic[43]
  - Storm Thorgerson – brytyjski artysta grafik, autor okładek płyt gramofonowych[44]
  - Hans-Joachim Walde – niemiecki lekkoatleta, dwukrotny medalista olimpijski[45]
- 17 kwietnia
  - Deanna Durbin – kanadyjska aktorka[46]
  - Bi Kidude – zanzibarska piosenkarka[47]
  - Wacław Nycz – polski pilot samolotowy[48]
- 16 kwietnia
  - Witold Gliński – polski zesłaniec[49]
  - Ali Kafi – algierski polityk, prezydent Algierii w latach 1992–1994[50]
  - Reinhard Lettmann – niemiecki duchowny katolicki, biskup Münsteru[51]
  - Pentti Lund – fiński hokeista[52]
  - Edward Mecha – polski doktor nauk ekonomicznych, magister inżynier geodezji, prezydent Katowic w latach 1981-1984[53]
  - George Beverly Shea – amerykański piosenkarz gospel i kompozytor hymnów[54]
  - Pedro Ramírez Vázquez – meksykański architekt[55]
- 15 kwietnia
  - Andrzej Garlicki – polski dziennikarz, historyk, publicysta[56]
  - Richard LeParmentier – amerykański aktor[57]
- 14 kwietnia
  - Colin Davis – angielski dyrygent[58]
  - Arkadiusz Gacparski – polski rysownik, karykaturzysta[59]
  - George Jackson – amerykański piosenkarz soul, R&B i pop; twórca piosenek[60]
  - Marcella Pattyn – ostatnia żyjąca beginka[61]
  - Anatol Ulman – polski pisarz[62]
  - Alberto Valdés Ramos – meksykański jeździec sportowy[63]
  - Armando Villanueva – peruwiański polityk, premier Peru w latach 1988-1989[64]
  - Christine White – amerykańska aktorka[65]
  - Charlie Wilson – amerykański polityk, demokrata[66]
- 13 kwietnia
  - Frank Bank – amerykański aktor[67]
  - Chi Cheng – amerykański muzyk, basista grupy Deftones[68]
  - Stephen Dodgson – brytyjski kompozytor, prezenter radiowy[69]
  - Dean Drummond – amerykański kompozytor, aranżer, dyrygent[70]
  - Gérard Jaquet – francuski polityk i związkowiec, parlamentarzysta krajowy i europejski, minister terytoriów zamorskich[71]
  - Adolph Herseth – amerykański trębacz[72]
  - Hilmar Myhra – norweski skoczek narciarski[73]
  - William Steck – amerykański skrzypek[74]
- 12 kwietnia
  - Robert Byrne – amerykański szachista, dziennikarz[75]
  - Walentin Gusiew – rosyjski piłkarz i trener piłkarski[76]
  - Annamária Szalai – węgierska dziennikarka i polityk[77]
- 11 kwietnia
  - Sue Draheim – amerykańska skrzypaczka[78]
  - Adam Galos – polski historyk, profesor[79]
  - Edward de Grazia – amerykański prawnik, adwokat, pisarz[80]
  - Thomas Hemsley – angielski śpiewak operowy[81]
  - Hilary Koprowski – polski lekarz, wirusolog i immunolog, profesor[82]
  - Jerzy Lustyk – polski aktor[83]
  - Maria Tallchief – amerykańska tancerka baletowa[84]
  - Angela Voigt – niemiecka lekkoatletka, mistrzyni olimpijska z 1976[85]
  - Jonathan Winters – amerykański aktor, komik[86]
- 10 kwietnia
  - Lorenzo Antonetti – włoski duchowny katolicki, kardynał[87]
  - Zbigniew Bilicki – przewodniczący Rady Starszyzny Romów[88]
  - Raymond Boudon – francuski socjolog[89]
  - Jimmy Dawkins – amerykański gitarzysta bluesowy[90]
  - Robert Edwards – brytyjski biolog, fizjolog, laureat Nagrody Nobla[91]
  - Achsarbek Gałazow – osetyjski polityk, prezydent Osetii Północnej w latach 1994-1998[92]
  - Olive Lewin – jamajska muzykolog, antropolog, pedagog i pisarz[93]
  - Bernhard Rieger – niemiecki duchowny katolicki, biskup[94]
  - Gordon Thomas – brytyjski kolarz szosowy[95]
- 9 kwietnia
  - Leszek Gadomski – polski inżynier i samorządowiec, dr inż., rektor Collegium Mazovia Innowacyjnej Szkoły Wyższej[96]
  - Paolo Soleri – amerykański architekt pochodzenia włoskiego[97]
  - Zao Wou-Ki – francuski malarz pochodzenia chińskiego[98]
  - Benignus Józef Wanat – polski duchowny, historyk sztuki, profesor[99]
  - Romuald Żyliński – polski kompozytor, pianista, aranżer[100]
- 8 kwietnia
  - Annette Funicello – amerykańska piosenkarka i aktorka[101]
  - Stanisław Mazur – polski działacz partyjny i ekonomista, prezydent Koszalina (1983–1986)[102]
  - Sara Montiel – hiszpańska aktorka[103]
  - William Royer – amerykański polityk, członek Izby Reprezentantów w latach 1979–1981[104]
  - Frank Terpe – wschodnioniemiecki matematyk i polityk, minister badań i technologii (1990)[105]
  - Margaret Thatcher – brytyjska polityk, premier Wielkiej Brytanii w latach 1979–1990, chemiczka, prawnik[106]
- 7 kwietnia
  - Teresa Górzyńska – polska prawnik, profesor[107]
  - Andy Johns – brytyjski inżynier dźwięku, producent muzyczny[108]
  - Dwike Mitchell – amerykański pianista[109]
  - Halina Piękoś-Mirkowa – polska botanik, profesor[110]
  - Lilly Pulitzer – amerykańska projektantka mody[111]
  - Neil Smith – australijski muzyk, basista[112]
  - Carl Williams – amerykański bokser[113]
  - Antoni Juroszek – polski skoczek narciarski[114]
- 6 kwietnia
  - Henryk Bystroń – polski specjalista w dziedzinie górnictwa, profesor[115]
  - Emilio Castro – urugwajski pastor i teolog[116]
  - Sławomir Archangielskij (Kusterka) − polski basista i kompozytor, muzyk zespołów Hate, Saltus i Naumachia[117]
  - Bigas Luna − hiszpański reżyser filmowy[118]
  - Miguel Poblet – hiszpański kolarz[119]
  - Don Shirley – amerykański pianista i kompozytor jazzowy[120]
- 5 kwietnia
  - Regina Bianchi − włoska aktorka[121]
  - Terry Devon – brytyjska piosenkarka[122]
  - Anna Güntner – polska malarka[123]
  - Władysław Jabłoński − polski inżynier włókiennictwa, dr hab, polityk, minister przemysłu lekkiego w latach 1980-1981[124]
  - Harry Keen – brytyjski diabetolog, profesor[125]
- 4 kwietnia
  - Bengt Blomgren – szwedzki aktor[126]
  - Roger Ebert – amerykański krytyk filmowy[127]
  - Jerzy Fogel – polski archeolog[128]
  - Ian Walsh – australijski rugbysta, trener[129]
  - Halina Wittig – polska działaczka konspiracyjna w czasie II wojny światowej[130]
- 3 kwietnia
  - Mariví Bilbao – hiszpańska aktorka[131]
  - Ralph Brown – brytyjski rzeźbiarz[132]
  - Harry J – jamajski muzyk reggae, producent nagrań[133]
  - Sven Lehmann – niemiecki aktor[134]
  - Ruth Prawer Jhabvala – indyjska pisarka, scenarzystka pochodzenia żydowskiego[135]
  - Herman van Raalte – holenderski piłkarz[136]
  - Robert Ward – amerykański kompozytor[137]
- 2 kwietnia
  - Bohdan Drozdowski – polski poeta, prozaik, publicysta, tłumacz, autor sztuk scenicznych[138]
  - Chuck Fairbanks – amerykański trener futbolu amerykańskiego[139]
  - Remo Ferretti – włoski polityk[140]
  - Jesús Franco – hiszpański reżyser, scenarzysta i aktor filmowy[141]
  - Jane Henson – amerykańska lalkarka, współtwórczyni Muppetów i Fraglesów[142]
  - Milo O’Shea – irlandzki aktor[143]
  - Maria Redaelli-Granoli – włoska superstulatka, najstarsza zweryfikowana żyjąca osoba w Europie[144]
- 1 kwietnia
  - Badr ibn Abd al-Aziz Al Su’ud – saudyjski książę[145]
  - Władysław Arciszewski – polski sędzia piłki ręcznej[146]
  - Moses Blah – liberyjski polityk, prezydent Liberii w 2003, wiceprezydent w latach 2000–2003[147]
  - Camille Bourniquel – francuski poeta, pisarz[148]
  - David Burge – amerykański pianista, kompozytor[149]
  - Kildare Dobbs – kanadyjski poeta, pisarz, eseista, dziennikarz[150]
  - Nicolae Martinescu – rumuński zapaśnik, mistrz olimpijski z 1972[151]
  - Karen Muir – południowoafrykańska pływaczka, najmłodsza rekordzistka świata w historii sportu[152]
  - Jack Pardee – amerykański futbolista, trener[153]
  - Barbara Piasecka Johnson – polska filantropka, koneserka sztuki[154]
  - Chen Zhaodi – chińska siatkarka, mistrzyni świata z 1982[155]

data dzienna nieznana
- - Marian Radzimierski – polski działacz partyjny i prawnik, wicewojewoda płocki[156]